# Leptanilla
Leptanilla is een geslacht van vliesvleugelige insecten uit de familie van de mieren (Formicidae). De mieren uit dit geslacht zijn zeer klein (1–2 mm) en bleekgeel. De mieren leven ondergronds, en zijn blind.

## Soorten
- L. africana Baroni Urbani, 1977
- L. alexandri Dlussky, 1969
- L. astylina Petersen, 1968
- L. australis Baroni Urbani, 1977
- L. besucheti Baroni Urbani, 1977
- L. bifurcata Kugler, J., 1987
- L. boltoni Baroni Urbani, 1977
- L. buddhista Baroni Urbani, 1977
- L. butteli Forel, 1913
- L. clypeata Yamane & Ito, 2001
- L. charonea Barandica, López, Martínez & Ortuno, 1994
- L. doderoi Emery, 1915
- L. escheri (Kutter, 1948)
- L. exigua Santschi, 1908
- L. havilandi Forel, 1901
- L. hunanensis Tang, Li & Chen, 1992
- L. islamica Baroni Urbani, 1977
- L. israelis Kugler, J., 1987
- L. japonica Baroni Urbani, 1977
- L. judaica Kugler, J., 1987
- L. kebunraya Yamane & Ito, 2001
- L. kubotai Baroni Urbani, 1977

- L. kunmingensis Xu & Zhang, 2002
- L. lamellata Bharti & Kumar, 2012
- L. minuscula Santschi, 1907
- L. morimotoi Yasumatsu, 1960
- L. nana Santschi, 1915
- L. oceanica Baroni Urbani, 1977
- L. ortunoi López, Martínez & Barandica, 1994
- L. palauensis (Smith, M.R., 1953)
- L. plutonia López, Martínez & Barandica, 1994
- L. poggii Mei, 1995
- L. revelierii Emery, 1870
- L. santschii Wheeler, G.C. & Wheeler, E.W., 1930
- L. swani Wheeler, W.M., 1932
- L. taiwanensis Ogata, Terayama & Masuko, 1995
- L. tanakai Baroni Urbani, 1977
- L. tanit Santschi, 1907
- L. tenuis Santschi, 1907
- L. thai Baroni Urbani, 1977
- L. theryi Forel, 1903
- L. vaucheri Emery, 1899
- L. yunnanensis Xu, 2002
- L. zaballosi Barandica, López, Martínez & Ortuno, 1994